# Kacok
Kacok is een bestuurslaag in het regentschap Pamekasan van de provincie Oost-Java, Indonesië. Kacok telt 4548 inwoners (volkstelling 2010).